# Horst-Günter Zimmer
Horst-Günter Zimmer (né le 30 juin 1937 à Lübeck, et mort le  24 septembre 2016) est un mathématicien allemand qui a travaillé en théorie algorithmique des nombres et en calcul formel.

## Biographie
Zimmer obtient son doctorat en 1966 à l'université Eberhard Karl de Tübingen sous la direction de Peter Roquette  (titre de sa thèse : Über eine quadratische Form auf der Gruppe der rationalen Punkte einer elliptischen Kurve über einem Funktionenkörper). Jusqu'à son éméritat en 2002, il est professeur à l'Université de la Sarre.

## Recherche
Zimmer a travaillé, entre autres choses,  sur l'arithmétique des courbes elliptiques et hyperelliptiques avec des applications en cryptographie. Son groupe a développé un système de calcul formel appelé SIMATH, spécialement conçu pour les applications de la théorie des nombres.
En 1990, il publie l'édition anglaise du manuel Zahlentheorie de Helmut Hasse.

## Publications (sélection)
- Zur Arithmetik der elliptischen Kurven, vol. 271, Ber. Math.-Stat. Sekt. Forschungsges. Joanneum, 1986, 107 p. (zbMATH 0619.14021).
- Computational problems, methods, and results in algebraic number theory, Springer, coll. « Lecture Notes in Mathematics » (no 262), 1972 (ISBN 3-540-05822-2).
- avec Susanne Schmidt, Elliptic Curves. A computational approach, Berlin, de Gruyter, coll. « De Gruyter Studies in Mathematics » (no 31), 2003, ix+367 (ISBN 3-11-016808-1, zbMATH 1195.11078).
- avec Alf J. Van Der Poorten et Igor Shparlinski (éditeurs), Number theoretic and algebraic methods in computer science : Proceedings of the International Conference Moscou juin-juillet 1993, Singapour, World Scientific, 1995 (ISBN 981-02-2334-X).
- avec Josef Gebel et Attila Pethö, « Computing integral points on elliptic curves », Acta Arith., vol. 68, no 2,‎ 1994, p. 171-192 (zbMATH 0816.11019).